# Motorbreath
Pistes de Kill 'Em All
The Four Horsemen Jump In The Fire
Motorbreath est la 3e piste du premier album du groupe Metallica Kill 'Em All sorti en juillet 1983, qui dure 3 min 8 s (la plus courte chanson que le groupe ait faite à ce jour).
Les paroles parlent du fait de vivre sa vie à fond et qu'il faut en profiter pleinement car il faut aimer être vivant et pouvoir s'amuser entre autres. Durant les premiers concerts du groupe, Dave Mustaine, l'ancien guitariste du groupe, a dit que c'était une version d'une chanson d'amour.
Motorbreath est la seule chanson dans l'histoire du groupe qui soit créditée à James Hetfield uniquement, l'une des deux pour lesquelles le batteur du groupe, Lars Ulrich, n'est pas crédité (l'autre chanson étant Anesthesia (pulling teeth) qui figure aussi sur Kill 'Em All).
La chanson est aussi un hommage au groupe anglais Motörhead.
Motorbreath est incluse au générique du jeu MTX Mototrax. Pendant le film L'Enfer du dimanche, on peut entendre la chanson dans les vestiaires après la victoire des Miami Sharks.
La chanson a été reprise plusieurs fois, notamment par un groupe de punk canadien D.O.A sur le Punk Tribute to Metallica et en 2004 par Scott Ian et Page Hamilton.
Motorbreath est parfois jouée en concert depuis la tournée du groupe en 2007 et parfois elle est jouée à la fin des concerts du groupe avec Seek and Destroy.